# Napoleon Zervas
Napoleon Zervas, grški general, * 1891, † 1957.